# Dikbekraaf
De dikbekraaf (Corvus crassirostris) behoort tot de familie van de kraaiachtigen.

## Verspreiding en leefgebied
Deze soort komt voor in het noordoosten van Afrika in Eritrea, zuidoostelijk Soedan, Ethiopië en noordwestelijk Somalië.

## Status
De grootte van de populatie is niet gekwantificeerd maar de soort wordt omschreven als vrij algemeen. Op de Rode lijst van de IUCN heeft deze soort de status niet bedreigd.